# Christian Müller (Journalist, 1944)
Christian Müller (* 12. Mai 1944 in Wettingen) ist ein Schweizer Journalist.

## Leben
Müller wuchs in Wettingen auf. 1964 begann er ein Medizinstudium und absolvierte dazu die Grundausbildung in Biologie an der Universität Zürich. Ins gleiche Jahr fiel sein 17-wöchiger obligatorischer Militärdienst. Später brach er sein Medizinstudium ab und wechselte auf Germanistik, Geschichte und Staatsrecht. Er verfasste eine Dissertation mit dem Titel Arbeiterbewegung und Unternehmerpolitik in der aufstrebenden Industriestadt. Baden nach der Gründung der Firma Brown Boveri 1891–1914, welche er 1974 abschloss.
Von 1964 bis 1988 arbeitete er anfänglich neben dem Studium, später vollzeitlich als Journalist und Redaktor, von 1989 bis 2009 als Verlagsmanager und Medienberater. Seit 2009 ist er wieder als freier Journalist tätig.
Von 1964 bis 1978 war Müller beim Badener Tagblatt freier Mitarbeiter, später Redaktor und am Schluss Stellvertreter des Herausgebers Otto Wanner. 1979 bis 1988 war er bei den Luzerner Neusten Nachrichten zuerst ein Jahr Verlagsleiter, dann Chefredaktor. 1989 wechselte er zur Ringier AG Zürich als Verlagsdirektor Zeitschriften. Wegen eines persönlichen Konflikts mit Konzernleitungsmitglied Max Wiener schied er im gleichen Jahr wieder aus.
Von 1990 bis 1992 war er bei der Fachpresse Goldach Vorsitzender der Geschäftsleitung. 1993 bis 1994 arbeitete Müller bei der Ringier-Mediengruppe als Geschäftsführer der Berner Tageszeitung Der Bund, anschliessend war er bis 1997 General Manager von Ringier Tschechien in Prag. Von 1994 bis 1997 war er Mitglied des Verwaltungsrates der Schweizerischen Depeschenagentur. 1998 bis 2002 war er freier Verlagsconsultant mit der eigenen Beratungsfirma Commwork AG in Zug. Von 2003 bis 2009 war Müller CEO der Vogt-Schild-Mediengruppe in Solothurn. Von 2010 bis März 2022 war er Mitglied der Redaktionsleitung der Schweizer Internet-Zeitung Infosperber. Im März 2022 trennte sich die Redaktion Infosperber und die Stiftung SSUI von Müller, da Müller den Eindruck erweckt habe, die alleinige Schuld am Angriffskrieg Russlands gegen die Ukraine 2022 trage der Westen. Er habe keine Kritik an Präsident Putin geäussert. Müller könne als unabhängiger Autor weiterhin Beiträge für Infosperber schreiben.
Müller war von 2014 bis 2016 Chefredaktor der deutschen Vierteljahreszeitschrift Die Gazette.
Von 2012 bis 2019 war er Präsident der Vereinigung Weltföderalisten Schweiz (später: Democracy without Borders Schweiz).
Aus erster Ehe stammen ein Sohn und eine Tochter. Er ist in zweiter Ehe verheiratet und lebt in der Schweiz, Italien und in der Tschechischen Republik.

## Publikationen
- Arbeiterbewegung und Unternehmerpolitik in der aufstrebenden Industriestadt. Baden nach der Gründung der Firma Brown Boveri 1891–1914. Sauerländer, Aarau 1974, ISBN 3-7941-1333-0 (Diss. Universität Zürich).
- als Herausgeber: Mich trifft keine Schuld. Elisabeth Kopp, erste Bundesrätin. Eine Dokumentation. Ringier Buchverlag, Zürich 1989, ISBN 3-85859-248-X.
- Pilatus PC-6: Im Einsatz rund um die Welt. Ringier Buchverlag, Zürich 1996, ISBN 3-85859-309-5 (das Buch ist gleichzeitig auch in englischer Sprache erschienen, ISBN 3-905347-01-6).
- Pilatus PC-12: Erfolgreich auf allen Kontinenten. Cossani Publishing, Zug 1999, ISBN 3-905347-02-4 (das Buch ist gleichzeitig auch in englischer Sprache erschienen, ISBN 3-905347-03-2).